# Leopold von Berenhorst
Leopold von Berenhorst (* 22. Juli 1826 in Dessau; † 6. Dezember 1907 ebenda) war Mitglied der herzoglich-anhaltinischen Hofkammer, Kammerherr und Hofmarschall.

## Leben

### Herkunft und Familie
Leopold von Berenhorst war der älteste Sohn des Kabinettsrats Johann Georg von Berenhorst (1793 oder 1794–1852) und dessen Ehefrau Mathilde, geb. von Saldern. Aus einer früheren Ehe seines Vaters stammte sein Halbbruder Adolf von Berenhorst. Leopold von Berenhorsts Großvater war Georg Heinrich von Berenhorst, ein unehelicher Sohn des Fürsten Leopold I. zu Anhalt-Dessau. Am 9. Januar 1854 heiratete er in Potsdam Anna, geb. von Schlegell (1828–1903). Die Ehe blieb kinderlos.

### Karriere
Am 14. Januar 1845 wurde von Berenhorst zum Portepeefähnrich im 1. Garde-Regiment zu Fuß befördert. Am 21. Juni 1846 wurde ihm der Charakter des Unterleutnants verliehen. Am 12. August 1848 wurde er vollständig in Etat einrangiert. Für seine Dienste wurde ihm 1853 persönlich vom Fürsten Sachsen-Altenburgs der Herzoglich-Sächsische-Ernestinische Hausorden verliehen. Am 15. September 1853 wurde ihm mit dem Charakter des Oberleutnants der Übertritt in den anhaltisch-dessauischen Staatsdienst erlaubt. Bis 1855 wurde er Kammerherr und Adjutant des anhaltinischen Erbprinzen Friedrich von Anhalt. Am 27. Januar 1855 wurde ihm der Rote Adlerorden III. Klasse verliehen. Am 30. März 1857 wurde von Berenhorst zum Schloßhauptmann ernannt. Am 4. Oktober 1858 wurde er auf seinen Wunsch mit dem Range eines Hauptmanns verabschiedet, obwohl er trotzdem noch Kompanieoffizier blieb.
Bis zum Jahre 1867 wurde er Hausmarschall des Erbprinzen. Seitdem war er auch zum Hofmarschall des Fürsten aufgestiegen. Diese Position hielt er für zahlreiche Jahre. Bis 1894 wurde er Obersthofmarschall sowie Oberstkammerherr.

## Auszeichnungen
- Kommandeur I. Klasse des Hausordens Albrechts des Bären im Jahre 1875[10]
- II. Klasse mit Stern des Königlichen Kronen-Orden (Preußen)
- III. Klasse des Roten Adlerorden
- Kommandeur mit Stern des Königlich-Schwedischen ?Orlass? Orden
- Komtur I. des Albrechtsordens
- Komtur I. des Herzoglich Sächsischen-Ernestinischen Hausorden
- Ehrenkreuz von Schwarzburg, I. Klasse
- II. Klasse des Königlichen Hausorden von Hohenzollern
- Komtur I. des Nordstern-Orden
- I. Klasse des Fürstlichen Lippischen Ehrenkreuzes
- Kommandeur I. des Dannebrogorden
- Kommandeur des großherzoglichen Mecklenburgischen Hausorden
- Großkreuz des Leopoldsorden
- Kommandeur mit Stern des Orden vom Zähringer Löwen
- Großkreuz des Hausorden vom Weißen Falken
- Hohenzollern Denkmünze für Kämpfer 1848–1849